# مرسللی قشلاق
مرسللی قشلاق (به لاتین: Mürsəlliqışlaq) یک منطقه مسکونی در جمهوری آذربایجان است که در شهرستان خاچماز واقع شده‌است.